# Amstel Gold Race 2005
40. edycja Amstel Gold Race odbyła się 17 kwietnia 2005 roku. Trasa wyścigu liczyła 251 km ze startem w holenderskim Maastricht i metą w pobliskim Valkenburgu. 131 kolarzy przejechało trasę z 31 podjazdami, w tym trzema na słynne wzgórze Cauberg.

## Wyniki
| M-ce | Imię i nazwisko          | Kraj      | Drużyna                    | Czas         |
| ---- | ------------------------ | --------- | -------------------------- | ------------ |
| 1.   | Danilo Di Luca           | Włochy    | Liquigas - Bianchi         | 6h 21min 07s |
| 2.   | Michael Boogerd          | Holandia  | Rabobank                   | ten sam czas |
| 3.   | Mirko Celestino          | Włochy    | Domina Vacanze             | ten sam czas |
| 4.   | Davide Rebellin          | Włochy    | Gerolsteiner               | ten sam czas |
| 5.   | Miguel Perdiguero        | Hiszpania | Phonak Hearing Systems     | ten sam czas |
| 6.   | Patrik Sinkewitz         | Niemcy    | Quick Step                 | ten sam czas |
| 7.   | Bjorn Leukemans          | Belgia    | Davitamon-Lotto            | ten sam czas |
| 8.   | David Etxebarria Alkorta | Hiszpania | Liberty Seguros-Würth Team | ten sam czas |
| 9.   | Jérôme Pineau            | Francja   | Bouygues Telecom           | ten sam czas |
| 10.  | Oscar Freire             | Hiszpania | Rabobank                   | ten sam czas |